# Chailley
Chailley – miejscowość i gmina we Francji, w regionie Burgundia-Franche-Comté, w departamencie Yonne.
Według danych na rok 1990 gminę zamieszkiwało 551 osób, a gęstość zaludnienia wynosiła 33 osoby/km² (wśród 2044 gmin Burgundii Chailley plasuje się na 421. miejscu pod względem liczby ludności, natomiast pod względem powierzchni na miejscu 565.).